# 테리 노터리
테리 노터리(영어: Terry Notary)는 미국의 스턴트 배우이다. 태양의 서커스 출신으로서 20년 이상을 여러 할리우드 영화에서 스턴트 연기를 지도하거나, 모션캡처 배역을 연기하였다. 그가 직접 담당한 캐릭터로는 《혹성탈출: 진화의 시작》(2011)의 로켓과 밝은눈, 《워크래프트: 전쟁의 서막》(2016)의 그롬마시 헬스크림 등이 있다.

## 출연 작품
- 그린치 (2000)
- 애니멀 (2001)
- 혹성탈출 (2001)
- 핫 칙 (2002)
- 엑스맨 2 (2003)
- 빌리지 (2004)
- 미 앤 유 앤 에브리원 (2005)
- 수퍼맨 리턴즈 (2006)
- 슬립스트림 (2007)
- 넥스트 (2007)
- 판타스틱 4: 실버 서퍼의 위협 (2007)
- 인크레더블 헐크 (2008)
- 트랜스포머: 패자의 역습 (2009)
- 아바타 (2009)
- 어택 더 블록 (2011)
- 혹성탈출: 진화의 시작 (2011)
- 틴틴: 유니콘호의 비밀 (2011)
- 캐빈 인 더 우즈 (2012)
- 호빗: 뜻밖의 여정 (2012)
- 호빗: 스마우그의 폐허 (2013)
- 혹성탈출: 반격의 서막 (2014)
- 호빗: 다섯 군대 전투 (2014)
- 워크래프트: 전쟁의 서막 (2016) - 크롬마쉬 헬스크림 역
- 콩: 스컬 아일랜드 (2017) - 콩 역
- 혹성탈출: 종의 전쟁 (2017) - 로켓 역
- 더 스퀘어 (2017) - 올렉 역
- 어벤져스: 인피니티 워 (2018) - 컬 옵시디언 / 청년 그루트 역
- 어벤져스: 엔드게임 (2019) - 그루트 역
- 라이온 킹 (2019)
- 닥터 슬립 (2019)
- 콜 오브 와일드 (2020)
- 놉 (2022)
- 토르: 러브 앤 썬더 (2022)
- 일렉트릭 스테이트 (2024)